# Kirch-Beerfurth
Kirch-Beerfurth ist ein Dorf mit eigener Gemarkung im Odenwald und bildet zusammen mit Pfaffen-Beerfurth den Ortsteil Beerfurth der Gemeinde Reichelsheim im südhessischen Odenwaldkreis.

## Geographie
Kirch-Beerfurth liegt in der zum Vorderen Odenwald zählenden Gersprenzniederung nordöstlich des Hauptortes Reichelsheim. Die Gemarkung von Kirch-Beerfurth liegt östlich und rechts der Gersprenz, genau gegenüber von Pfaffen-Beerfurth auf der Westseite des Tals. Beide Orte sind entlang der Brückenstraße zusammengewachsen. Die Nordgrenze der Gemarkung bildet der Bach von dem Vierstöck. Östlich von Kirch-Beerfurth steigt die Gemarkung durch den Südzipfel des kristallinen Böllsteiner Odenwalds zum Morsberg an, der schon im Sandstein-Odenwald liegt und sich mit einer Höhe von 517 Meter als höchster Punkt der Gemarkung weithin sichtbar über die Gersprenz-Niederung erhebt. Der Nordwesthang des Morsberges geht in den kristallinen Vorderen Odenwald über, wo auf einem Bergsporn des 404 Meter hohen Burgbergs die Ruine des Beerfurther Schlösschens zu finden ist.
Die nächstgelegenen Ortschaften sind im Nordwesten Pfaffen-Beerfurth, im Norden Gersprenz, im Nordosten Ober-Kainsbach, im Südosten, etwas weiter entfernt, Ober-Mossau, im Süden Bockenrod und im Südwesten Frohnhofen sowie die Kerngemeinde Reichelsheim.

## Geschichte

### Ortsgeschichte
Der früheste erhalten gebliebene urkundliche Nachweis belegt das Bestehen des Ortes Berenforte im Jahr 1324 und Bernffurt an der syte der bache 1443. Am 8. Februar 1335, urkundlich belegt, kauften die Edelknechte Albrecht d. Ä. von Echter, Stammvater der Herren von Echter, und Wortwin von Ungelaube für 40 Pfund Heller den Zehnten zu Beerfurth. Am 28. April 1336 wurde dieser Verkauf erneut, diesmal für 72 Pfund Heller, beurkundet.
Der Name Pfaffen Beerfurth ist seit 1650 belegt. Die Herrschaftsverhältnisse der beiden Ortsteile links und rechts der Gersprenz entwickelten sich schon früh auseinander. Das Dorf war real geteilt. Die Teilung wurde endgültig, als das Dorf am Westufer im Jahr 1478 an das Stift vom Heiligen Geist in Heidelberg verkauft wurde, während der Osten unter der Herrschaft der Grafen von Erbach-Erbach und der Fürsten von Löwenstein-Wertheim blieb.
Bei Auflösung des alten Reichs am Anfang des 19. Jahrhunderts gehörte die westliche Hälfte infolge der Säkularisation durch die Reformation inzwischen der Kurpfalz und seit dem Reichsdeputationshauptschluss 1803 zur Landgrafschaft Hessen-Darmstadt, seit 1806 „Großherzogtum Hessen“. Die östliche Hälfte war weiter ein Kondominat zwischen der Standesherrschaft Löwenstein-Wertheim, deren Anteil durch deren Amt Kirch-Beerfurth verwaltet wurde und der Standesherrschaft Erbach, die ihren Anteil durch das Amt Reichenberg verwaltete. Nachdem sich der Staat und die Standesherren darüber geeinigt hatten, konnte Kirch-Beerfurth 1822 in den Landratsbezirk Erbach eingegliedert werden. Nachdem sich der Staat und die Standesherren darüber geeinigt hatten, konnte Langenbrombach 1822 in den Landratsbezirk Erbach eingegliedert werden. Ab 1852 gehörte es zum Kreis Erbach (ab 1939: „Landkreis Erbach“), der – mit leichten Grenzberichtigungen – seit 1972 Odenwaldkreis heißt. Nach 1822 nahm die erstinstanzliche Rechtsprechung für Langenbrombach das Landgericht Michelstadt wahr, ab 1879 das Amtsgericht Michelstadt.
Eisenbahn
Vom 10. Oktober 1887 bis August 1964 war Kirch-Beerfurth mit dem Bahnhof Kirch- und Pfaffenbeerfurth (Streckenkilometer 14,9) an die Strecke der Gersprenztalbahn (Reinheim-Reichelsheimer-Eisenbahn) angeschlossen.
Post
Am 17. Mai 1907 wurden Telegraphenanstalten nebst öffentlicher Sprechstelle und Unfallmeldestelle mit den Posthilfsstellen in Unter-Gersprenz und Kirch-Beerfurth vereinigt. 1953 wurde eine Poststelle in Kirch-Beerfurth im Haus Heidelberger Str. 24 eröffnet, die am 30. November 1970 wieder geschlossen wurde. Vom 20. Dezember 1996 bis zum 31. Dezember 1997 wurde eine Postagentur in der örtlichen Tankstelle betrieben; sie ersetzte die bisherige Postfiliale in Pfaffen-Beerfurth.
Schule
1907 wurde in Kirch-Beerfurth ein neues einklassiges Schulhaus mit Lehrerwohnung erbaut. Das Gebäude diente bis 1963 als Schule und ist seit 1990 Versammlungsraum für die örtlichen Vereine.
Kirche
Am 1. Oktober 1962 wurde das selbständige evangelische Kirchspiel Beerfurth gegründet. Ihm gehörten die Gemeinden Kirch-Beerfurth, Pfaffen-Beerfurth, Gersprenz und Ober-Kainsbach an. 1964 fand die Grundsteinlegung für den Bau der evangelischen Kirche in Kirch-Beerfurth statt. Als erste Pfarrerin war Frau Marianne Queckbörner tätig.
Kreditinstitut
1965 eröffnete die Volksbank Gersprenztal eG eine Zweigstelle in Kirch-Beerfurth.
Hessische Gebietsreform (1970–1977)
Im Zuge der Gebietsreform in Hessen fusionierten die Gemeinden Kirch-Beerfurth und Pfaffen-Beerfurth zum 1. Dezember 1970 freiwillig zur Gemeinde Beerfurth. Damals hatte der Ort 370 Einwohner. Seit der durch Landesgesetz erfolgten Eingliederung der neu geschaffenen Gemeinde nach Reichelsheim  am 1. August 1972 bilden Kirch-Beerfurth und Pfaffen-Beerfurth gemeinsam den Ortsbezirk Beerfurth mit Ortsbeirat und Ortsvorsteher nach der Hessischen Gemeindeordnung.

### Verwaltungsgeschichte im Überblick
Die folgende Liste zeigt die Staaten und Verwaltungseinheiten, denen Kirch-Beerfurth angehört(e):
- vor 1718: Heiliges Römisches Reich, Grafschaft Erbach, Amt Reichenberg zur Hälfte und die andere Hälfte Grafschaft Wertheim zu gleichen Teilen Fürst zu Löwenstein-Wertheim-Rochfort und Graf zu Löwenstein-Wertheim-Virneburg, Amt Kirch-Beerfurth
- ab 1718: Heiliges Römisches Reich, Grafschaft Erbach-Erbach, Anteil an der Grafschaft Erbach, Amt Reichenberg und Grafschaft Wertheim Amt Kirch-Beerfurth
- ab 1806: Großherzogtum Hessen (Souveränitätslande),[Anm. 2] Fürstentum Starkenburg (Standesherrschaft Erbach und Löwenstein-Wertheim)
- ab 1815: Großherzogtum Hessen[Anm. 3] (Souveränitätslande), Provinz Starkenburg, (Standesherrschaft Erbach und Löwenstein-Wertheim)
- ab 1822: Großherzogtum Hessen, Provinz Starkenburg, Landratsbezirk Erbach[Anm. 4]
- ab 1848: Großherzogtum Hessen, Regierungsbezirk Erbach
- ab 1852: Großherzogtum Hessen, Provinz Starkenburg, Kreis Lindenfels
- ab 1871: Deutsches Reich,[Anm. 5] Großherzogtum Hessen, Provinz Starkenburg, Kreis Erbach
- ab 1874: Deutsches Reich, Großherzogtum Hessen, Provinz Starkenburg, Kreis Erbach
- ab 1918: Deutsches Reich, Volksstaat Hessen,[Anm. 6] Provinz Starkenburg, Kreis Erbach
- ab 1938: Deutsches Reich, Volksstaat Hessen, Landkreis Erbach[11][Anm. 7]
- ab 1945: Deutsches Reich, Amerikanische Besatzungszone,[Anm. 8] Groß-Hessen, Regierungsbezirk Darmstadt, Landkreis Erbach
- ab 1946: Deutsches Reich, Amerikanische Besatzungszone, Hessen, Regierungsbezirk Darmstadt, Landkreis Erbach
- ab 1949: Bundesrepublik Deutschland, Hessen, Regierungsbezirk Darmstadt, Landkreis Erbach
- ab 1970: Bundesrepublik Deutschland, Hessen, Regierungsbezirk Darmstadt, Landkreis Erbach, Gemeinde Beerfurth[Anm. 9]
- ab 1972: Bundesrepublik Deutschland, Hessen, Regierungsbezirk Darmstadt, Odenwaldkreis, Gemeinde Reichelsheim[Anm. 10]

### Einwohnerentwicklung
| Kirch-Beerfurth: Einwohnerzahlen von 1834 bis 1970 | Kirch-Beerfurth: Einwohnerzahlen von 1834 bis 1970 | Kirch-Beerfurth: Einwohnerzahlen von 1834 bis 1970 | Kirch-Beerfurth: Einwohnerzahlen von 1834 bis 1970 | Kirch-Beerfurth: Einwohnerzahlen von 1834 bis 1970 |
| --- | -------------------------------------------------- | -------------------------------------------------- | -------------------------------------------------- | -------------------------------------------------- |
| Jahr |                                                    |                                                    |                                                    | Einwohner                                          |
| 1834 | 1834                                               |                                                    | 326                                                | 326                                                |
| 1840 | 1840                                               |                                                    | 347                                                | 347                                                |
| 1846 | 1846                                               |                                                    | 315                                                | 315                                                |
| 1852 | 1852                                               |                                                    | 302                                                | 302                                                |
| 1858 | 1858                                               |                                                    | 260                                                | 260                                                |
| 1864 | 1864                                               |                                                    | 309                                                | 309                                                |
| 1871 | 1871                                               |                                                    | 308                                                | 308                                                |
| 1875 | 1875                                               |                                                    | 313                                                | 313                                                |
| 1885 | 1885                                               |                                                    | 328                                                | 328                                                |
| 1895 | 1895                                               |                                                    | 350                                                | 350                                                |
| 1905 | 1905                                               |                                                    | 302                                                | 302                                                |
| 1910 | 1910                                               |                                                    | 305                                                | 305                                                |
| 1925 | 1925                                               |                                                    | 291                                                | 291                                                |
| 1939 | 1939                                               |                                                    | 310                                                | 310                                                |
| 1946 | 1946                                               |                                                    | 422                                                | 422                                                |
| 1950 | 1950                                               |                                                    | 434                                                | 434                                                |
| 1956 | 1956                                               |                                                    | 389                                                | 389                                                |
| 1961 | 1961                                               |                                                    | 359                                                | 359                                                |
| 1967 | 1967                                               |                                                    | 361                                                | 361                                                |
| 1970 | 1970                                               |                                                    | 370                                                | 370                                                |
| Datenquelle: Historisches Gemeindeverzeichnis für Hessen: Die Bevölkerung der Gemeinden 1834 bis 1967. Wiesbaden: Hessisches Statistisches Landesamt, 1968. Weitere Quellen: LAGIS |                                                    |                                                    |                                                    |                                                    |

### Historische Religionsangehörigkeit
- 1961: 328 evangelische (= 91,36 %), 28 katholische (= 7,80 %) Einwohner[2]

## Wappen
Blasonierung: „In gespaltenem und zweimal geteiltem Schild (Gold und Rot umgesetzt) eine geschweifte blaue Spitze, belegt mit einem silbernen Kastell.“
Das Wappen wurde der damaligen Gemeinde Kirch-Beerfurth im Landkreis Erbach am 24. April 1961 durch den Hessischen Innenminister genehmigt. Gestaltet wurde es durch den Bad Nauheimer Heraldiker Heinz Ritt.
Das rot-goldene Schild wurde aus dem Wappen der Herren von Rodenstein übernommen. Das Kastell symbolisiert das in der Kirch-Beerfurther Gemarkung liegende Beerfurther Schlösschen.

## Verkehr
Durch Kirch-Beerfurth führt die Bundesstraße 47/Bundesstraße 38 und verbindet den Ort mit der Kerngemeinde Reichelsheim. Die B 47 kommt von Bensheim an der Bergstraße und Lindenfels im Westen und führt über den Abzweig in Ober-Gersprenz kurvenreich nach Osten über die Spreng nach Michelstadt und Erbach (Odenwald) im Mümlingtal. Nach Norden führt die B 38 in Richtung Dieburg und Darmstadt und nach Süden über das Gumpener Kreuz zur Weschnitzsenke bis Weinheim und Heidelberg.

## Persönlichkeiten
- Alexander Kraell, * 13. März 1894 in Kirch-Beerfurth; † 9. März 1964 in Darmstadt, war ein deutscher Jurist, als NS-Militärjurist Senatspräsident am Reichskriegsgericht und ab 1943 Chef der Reichskriegsanwaltschaft.